# Eckhard Deschler-Erb
Eckhard Deschler-Erb (* 26. Januar 1963) ist ein Deutsch-Schweizer Provinzialrömischer Archäologe.

## Leben
Das Studium an den Universitäten Mainz und Basel (1984–1986/1987–1989) in den Fächern Vor- und Frühgeschichte, Kunstgeschichte und Mittelalterarchäologie schloss er 1989 mit dem Lizentiat (Römische Militaria des 1. Jh. nach Christus aus Augst und Kaiseraugst. Zur Frage des frühen Kastells) an der Universität Basel ab, wo er von 1990 bis 1994 Assistent am Seminar für Ur- und Frühgeschichte war. Nach der Dissertation 1995 an der Universität Basel (Die Kleinfunde aus Edelmetall, Buntmetall und Blei aus dem Vicus Vitudurum. Beiträge zum römischen Oberwinterthur, Grabung Unteres Bühl) arbeitete er von 1995 bis 2015 im Rahmen von Drittmittelprojekten für die Kantonsarchäologien Aargau, Basel, Schaffhausen, Zürich, Solothurn und Wallis, in der Römerstadt Augusta Raurica und für das Römische Museum Augsburg. Er war mit der Gestaltung von Ausstellungen für das Vindonissa-Museum Brugg und der Mitorganisation mehrerer internationaler Kongresse befasst. Nach der Habilitation 2008 an der Universität Zürich (Der Basler Münsterhügel am Übergang von spätkeltischer zu römischer Zeit. Ein Beispiel für die Romanisierung im Nordosten Galliens) und der Verleihung der Lehrberechtigung für Provinzialrömische und Prähistorische Archäologie wurde er 2013 Korrespondierendes Mitglied beim Deutschen Archäologischen Institut. Nach Lehraufträgen (2005–2015) für Provinzialrömische Archäologie an der Universität Zürich wurde er dort 2015 Titularprofessor. Von 2013 bis 2016 leitete er als Geschäftsführer das dortige Institut für Archäologie. Seit März 2016 lehrt er als Universitätsprofessor für die Archäologie der Römischen Provinzen am Archäologischen Institut der Universität zu Köln.
Die Arbeitsschwerpunkte Deschler-Erbs liegen im Bereich der größeren Städte des westlichen Römischen Reiches (etwa Köln, Xanten und Trier), der Archäologie und Ausrüstung des römischen Militärs sowie der antiken Metallverarbeitung.
Deschler-Erb ist seit Ende 2021 gewähltes Mitglied im Vorstand der Archäologischen Gesellschaft Köln.

## Schriften (Auswahl)
- mit Markus Peter und Sabine Deschler-Erb: Das frühkaiserzeitliche Militärlager in der Kaiseraugster Unterstadt (= Forschungen in Augst. Band 12). Augst 1991.
- als Redakteur: Funde aus Metall. Ein Schrank mit Lararium des 3. Jahrhunderts. Ausgrabungen im Unteren Bühl (= Beiträge zum römischen Oberwinterthur – Vitudurum. Band 7 / Monographien der Kantonsarchäologie Zürich. Band 27). Egg, Zürich 1996.
- mit Christoph Unz: Katalog der Militaria aus Vindonissa. Militärische Funde, Pferdegeschirr und Jochteile bis 1976 (= Veröffentlichungen der Gesellschaft Pro Vindonissa. Band 14). Brugg 1997.
- Ad arma! Römisches Militär des 1. Jahrhunderts n. Chr. in Augusta Raurica (= Forschungen in Augst. Band 28). Augst 1999 (Digitalisat).
- mit Andrea Hagendorn: Auf dem Münsterhügel. Die ersten Jahrtausende (= Archäologische Denkmäler in Basel. Nummer 5). Basel 2007.
- mit Kurt Wyprächtiger: Römische Kleinfunde und Münzen aus Schleitheim–Juliomagus (= Beiträge zur Schaffhauser Archäologie. Band 4). Schaffhausen 2010.
- Basel-Münsterhügel am Übergang von spätkeltischer zu römischer Zeit. Ein Beispiel für die Romanisierung im Nordosten Galliens. Mit einem Beitrag von Barbara Stopp (= Materialhefte zur Archäologie in Basel. Band 22). 2 Teilbände, Basel 2011 (Digitalisate: Textband; Katalogband).
- mit anderen: Funde aus Asciburgium. Römische Militärausrüstung aus Kastell und Vicus von Asciburgium (= Schriftenreihe der Unteren Denkmalbehörde. Band 17). Duisburg 2012.
- mit Heidi Amrein, Eva Carlevaro, Sabine Deschler-Erb, Anika Duvauchelle und Lionel Pernet: Das römerzeitliche Handwerk in der Schweiz. Bestandsaufnahme und erste Synthesen (= Monographies Instrumentum. Band 40). Montagnac 2012.
- mit studentischer Arbeitsgruppe: Römische Militärausrüstung aus Kastell und Vicus von Asciburgium (= Funde aus Asciburgium. Band 17). Duisburg 2012.
- mit Kaspar Richner: Die spätkeltischen bis neuzeitlichen Befunde. Die römischen bis neuzeitlichen Funde. Ausgrabungen am Basler Murus Gallicus 1990–1993, Teil 1 (= Materialhafte zur Archäologie in Basel. Band 12). 2 Teilbände, Basel 2013–2014.
- mit Philippe Curdy, Marc-André Haldimann, Olivier Paccolat und Luca Tori: L’habitat alpin de Gamsen (Valais, Suisse) (= Cahier d’archéologie romande. Bände 180–182; = Archaeologia Vallesiana. 17–19). 3 Bände, Lausanne 2019.
- Die Metallfunde aus den Altgrabungen von Augsburg-Oberhausen (= Augsburger Beiträge zur Archäologie. Band 9). Katalog- und Tafelband, Augsburg 2022.